# Nyctimystes persimilis
Nyctimystes persimilis es una especie de rana de árbol de la familia Pelodryadidae de Papúa Nueva Guinea. Los científicos lo encontraron en las montañas Dayman y Simpson entre 1370 y 1400 metros sobre el nivel del mar. Vive en bosques lejos del mar.
Mide 3.7 a 5.0 cm de largo.  Cuando vive, esta rana es de color marrón claro con manchas marrones o verdes o es de color gris con manchas marrones oscuras. Las ranas muertas conservadas son de color gris púrpura oscuro, pero el conservante puede haberlas oscurecido más que una rana viva. Esta rana tiene dientes en la mandíbula superior.